# Country Fever
Country Fever – studyjny album piosenkarza Ricky’ego Nelsona będący kontynuacją albumu Bright Lights & Country Music z 1966 roku. Został wydany 17 kwietnia 1967 roku przez Decca Records.

## Utwory
| A1 | Take A City Bride                       | 1:55 |
| A2 | Funny How Time Slips Away               | 2:53 |
| A3 | The Bridge Washed Out                   | 1:45 |
| A4 | Alone                                   | 2:35 |
| A5 | Big Chief Buffalo Nickel (Desert Blues) | 2:13 |
| A6 | Mystery Train                           | 2:25 |
| B1 | Things You Gave Me                      | 1:46 |
| B2 | Take These Chains From My Heart         | 2:35 |
| B3 | (I Heard That) Lonesome Whistle Blow    | 2:37 |
| B4 | Walkin’ Down The Line                   | 2:20 |
| B5 | You Win Again                           | 2:45 |
| B6 | Salty Dog                               | 2:40 |